# بوليفار بينينسيولا
بوليفار بينينسيولا (بالإنجليزية: Bolivar Peninsula)‏ هي مدينة أمريكية تقع في ولاية تكساس.تبلغ مساحة هذه المدينة 124.7 (كم²)،ويبلغ عدد سكانها 2417 نسمة حسب إحصاء سنة 2010 م.

## التركيبة السكانية
حدّد مكتب تعداد الولايات المتحدة بيانات التركيبة السكانية لبوليفار بينينسيولا في تعداد الولايات المتحدة. في ما يلي، التركيبة السكانية حسب تعدادي 2000 و2010.

### تعداد عام 2000
بلغ عدد سكان بوليفار بينينسيولا 3,853 نسمة بحسب تعداد عام 2000، وبلغ عدد الأسر 1,801 أسرة وعدد العائلات 1,139 عائلة مقيمة في المنطقة السكنية. في حين سجلت الكثافة السكانية 30.9 نسمة لكل كيلومتر مربع (80.0/ميل2). وبلغ عدد الوحدات السكنية 5,425 وحدة بمتوسط كثافة قدره 43.5 لكل كيلومتر مربع (112.7/ميل2).
وتوزع التركيب العرقي للمنطقة السكنية بنسبة 93.69% من البيض و0.47% من الأمريكيين الأفارقة و0.80% من الأمريكيين الأصليين و0.57% من الأمريكيين ذوي الأصول الآسيوية و2.80% من الأعراق الأخرى و1.66% من عرقين مختلطين أو أكثر و6.96% من الهسبانيون أو اللاتينيون من أي عرق.
بلغ عدد الأسر 1,801 أسرة كانت نسبة 21.2% منها لديها أطفال تحت سن الثامنة عشر تعيش معهم، وبلغت نسبة الأزواج القاطنين مع بعضهم البعض 52.3% من أصل المجموع الكلي للأسر، ونسبة 7.4% من الأسر كان لديها معيلات من الإناث دون وجود شريك، بينما كانت نسبة 3.6% من الأسر لديها معيلون من الذكور دون وجود شريكة وكانت نسبة 36.8% من غير العائلات. تألفت نسبة 31.3% من أصل جميع الأسر من عدة أفراد يعيشون في نفس المنزل ونسبة 12.9% كانت تتألف من شخص يعيش بمفرده يبلغ من العمر 65 عاماً أو أكثر. وبلغ متوسط حجم الأسرة المعيشية 2.14، أما متوسط حجم العائلات فبلغ 2.65.
بلغ العمر الوسطي للسكان 48.5 عاماً. وكانت نسبة 17% من القاطنين تحت سن الثامنة عشر، وكانت نسبة 5.6% بين الثامنة عشر والرابعة والعشرين عاماً، ونسبة 20.7% كانت واقعةً في الفئة العمرية ما بين الخامسة والعشرين والرابعة والأربعين عاماً، ونسبة 35% كانت ما بين الخامسة والأربعين والرابعة والستين، ونسبة 21.6% كانت ضمن فئة الخامسة والستين عاماً فما فوق. يوجد لكل 100 أنثى 104.4 ذكر، ويوجد لكل 100 أنثى في الثامنة عشر من عمرها فما فوق 104.0 ذكر.
بلغ متوسط دخل الأسرة في المنطقة السكنية 34,235 دولارًا، أما متوسط دخل العائلة فبلغ 42,448 دولارًا. وكان متوسط دخل الذكور 36,477 دولارًا مقابل 24,519 دولارًا للإناث. وسجل دخل الفرد الخاص بالمنطقة السكنية 26,137 دولارًا. وكانت نسبة 8.3% من العائلات ونسبة 11.7% من السكان تحت خط الفقر، وكان من هؤلاء نسبة 13.8% تحت سن الثامنة عشر ونسبة 7.3% في الخامسة والستين من العمر وما فوق.

### تعداد عام 2010
بلغ عدد سكان بوليفار بينينسيولا 2,417 نسمة بحسب تعداد عام 2010، وبلغ عدد الأسر 1,101 أسرة وعدد العائلات 671 عائلة مقيمة في المنطقة السكنية. في حين سجلت الكثافة السكانية 19.4 نسمة لكل كيلومتر مربع (50.2/ميل2). وبلغ عدد الوحدات السكنية 2,706 وحدة بمتوسط كثافة قدره 21.7 لكل كيلومتر مربع (56.2/ميل2).
وتوزع التركيب العرقي للمنطقة السكنية بنسبة 87.84% من البيض و0.74% من الأمريكيين الأفارقة و1.65% من الأمريكيين الأصليين و0.79% من الأمريكيين ذوي الأصول الآسيوية و7.12% من الأعراق الأخرى و1.86% من عرقين مختلطين أو أكثر و14.60% من الهسبانيون أو اللاتينيون من أي عرق.
بلغ عدد الأسر 1,101 أسرة كانت نسبة 18.2% منها لديها أطفال تحت سن الثامنة عشر تعيش معهم، وبلغت نسبة الأزواج القاطنين مع بعضهم البعض 51.3% من أصل المجموع الكلي للأسر، ونسبة 5.6% من الأسر كان لديها معيلات من الإناث دون وجود شريك، بينما كانت نسبة 4% من الأسر لديها معيلون من الذكور دون وجود شريكة وكانت نسبة 39.1% من غير العائلات. تألفت نسبة 31.4% من أصل جميع الأسر من عدة أفراد يعيشون في نفس المنزل ونسبة 10.7% كانت تتألف من شخص يعيش بمفرده يبلغ من العمر 65 عاماً أو أكثر. وبلغ متوسط حجم الأسرة المعيشية 2.19، أما متوسط حجم العائلات فبلغ 2.74.
بلغ العمر الوسطي للسكان 51.2 عاماً. وكانت نسبة 15.3% من القاطنين تحت سن الثامنة عشر، وكانت نسبة 6.9% بين الثامنة عشر والرابعة والعشرين عاماً، ونسبة 15.4% كانت واقعةً في الفئة العمرية ما بين الخامسة والعشرين والرابعة والأربعين عاماً، ونسبة 42.6% كانت ما بين الخامسة والأربعين والرابعة والستين، ونسبة 19.7% كانت ضمن فئة الخامسة والستين عاماً فما فوق. وتوزع التركيب الجنسي للسكان بنسبة 52.7% ذكور و47.3% إناث.